# Pinacoteca nazionale (Cagliari)

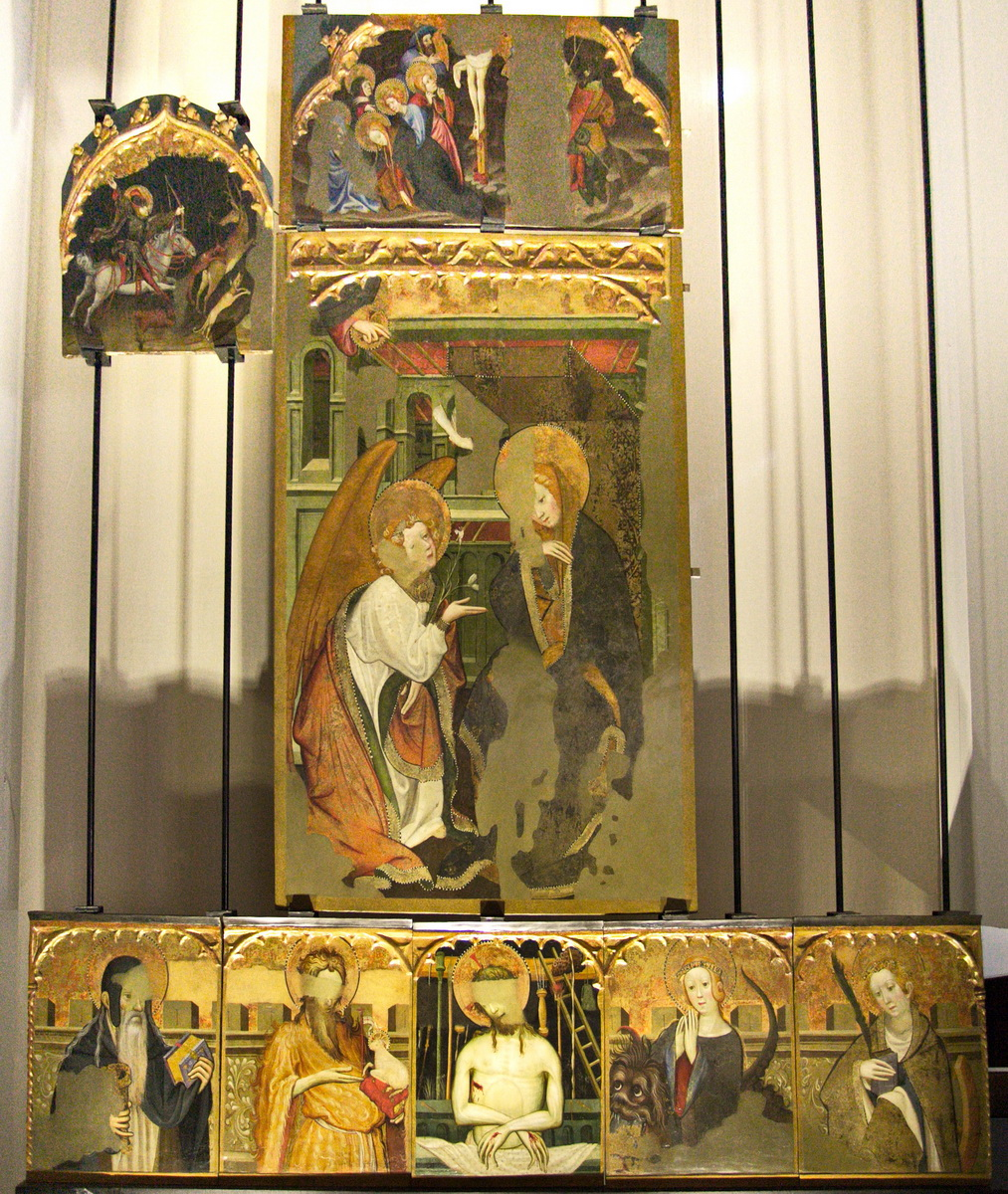
Retablo dell'Annunciazione (1410) di Juan Mates

La Pinacoteca nazionale, situata all'interno del complesso museale della Cittadella dei musei, si trova in piazza Arsenale 1 a Cagliari ed espone varie raccolte derivate sia da donazioni private che da acquisizioni statali.
Nelle sale della Pinacoteca sono ospitate opere pittoriche a partire dal secolo XV e fino al Contemporaneo. La collezione si distingue, in modo particolare, per la raccolta di retabli di tradizione iberica, in gran parte provenienti dalla distrutta chiesa cagliaritana di San Francesco di Stampace. 
Il museo possiede anche importanti arredi liturgici, sculture e materiali etnografici.

## Storia

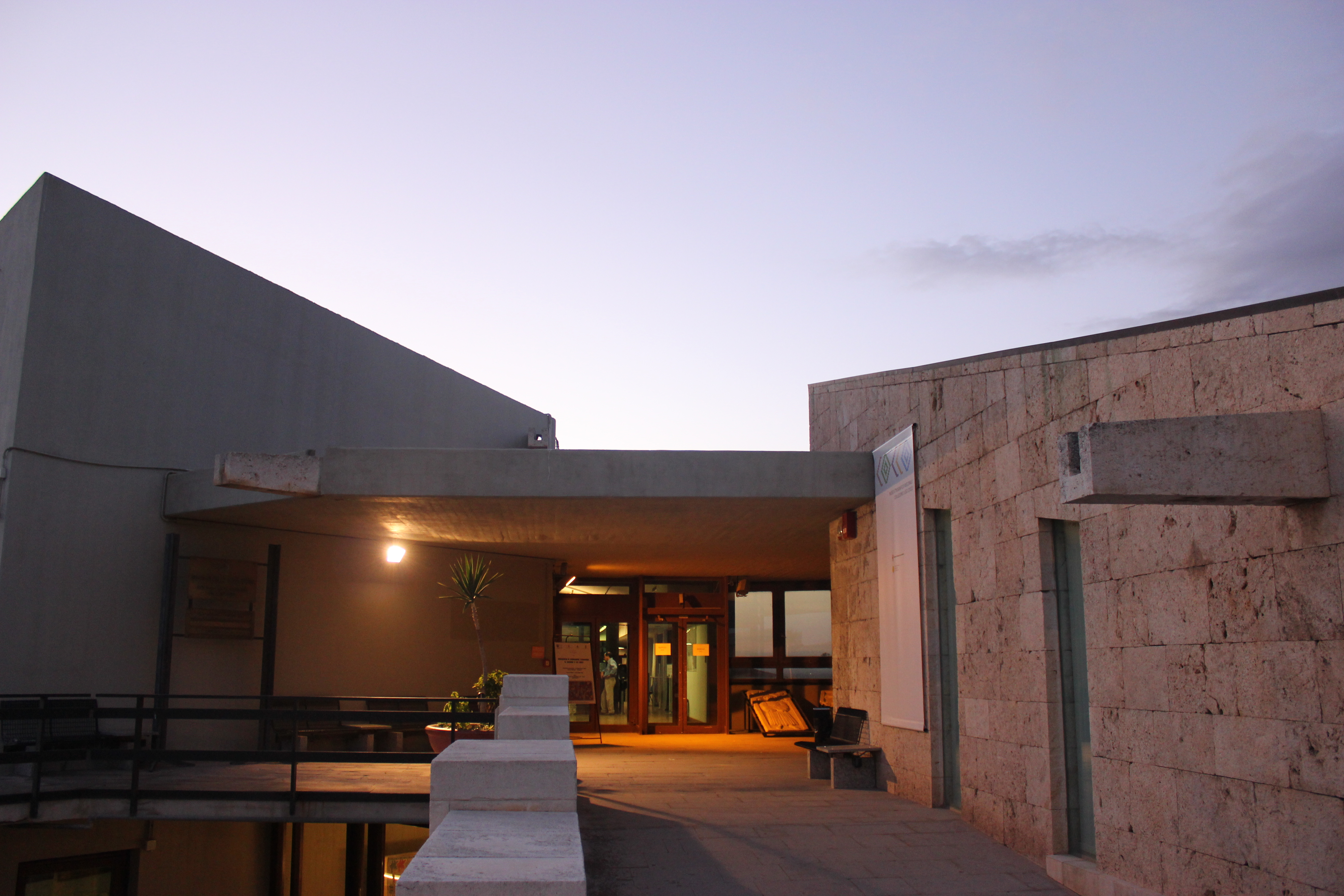
Pinoteca nationale MIBAC

Il primo nucleo della collezione si formò dopo il 1866 in seguito alle leggi di soppressione degli enti ecclesiastici, che fecero confluire nel patrimonio dello Stato numerose opere pittoriche. Le opere vennero ospitate, a partire dalla fine dell'Ottocento, nel palazzo delle Seziate. Venne riallestita dal 1992 all'interno del complesso della Cittadella dei musei.

## Interno
L'edificio si snoda su tre livelli intorno alle antiche mura spagnole.

### Piano superiore
- Juan Mates:
  - Retablo dell'Annunciazione
- Juan Barcelo:
  - Retablo della Visitazione
- Pietro Cavaro:
  - Deposizione di Gesù
  - Sant'Agostino
  - S.Pietro
  - S.Paolo
  - Sant'Agostino in cattedra

- Michele Cavaro:
  - Trittico della Consolazione
  - Retablo di Bonaria

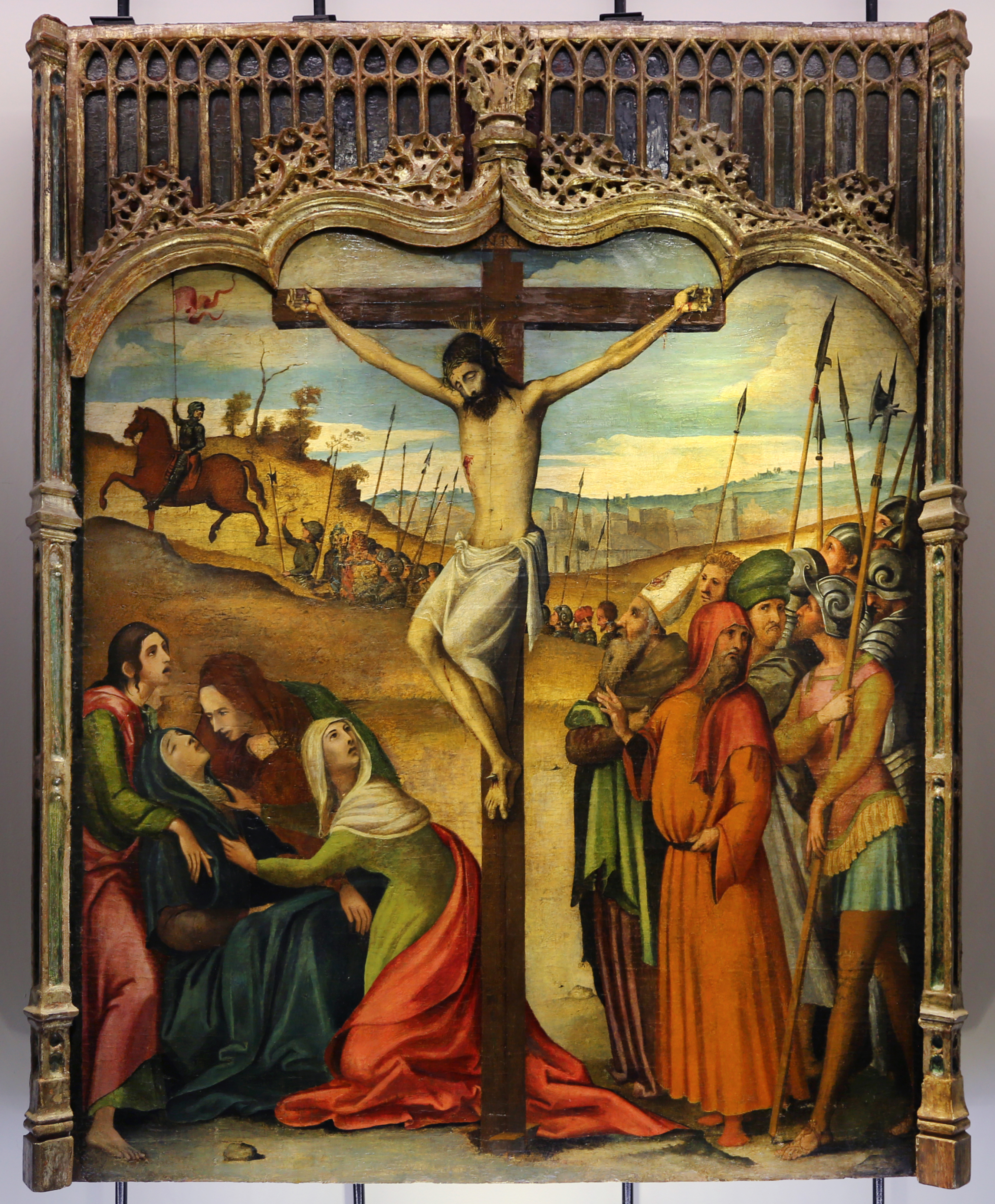
Michele Cavaro, Retablo di Bonaria

  - Retablo di Nostra Signora della Neve

Il retablo (dal latino retro tabula, cioè "dietro la mensa dell'altare") è una grande pala d'altare costituita da numerose tavole dipinte con soggetti sacri, assemblate entro una grande struttura architettonica in legno dorato. 
Sono inoltre presenti opere di:
- Juan Figuera
- Maestro di Olzai
- Rafael Tomas
- Antioco Mainas
- Anonimo valenzano
- Maestro di Castelsardo
- Maestro di Sanluri
- Francesco Pinna
- Maestro del Presepio

### Piano intermedio

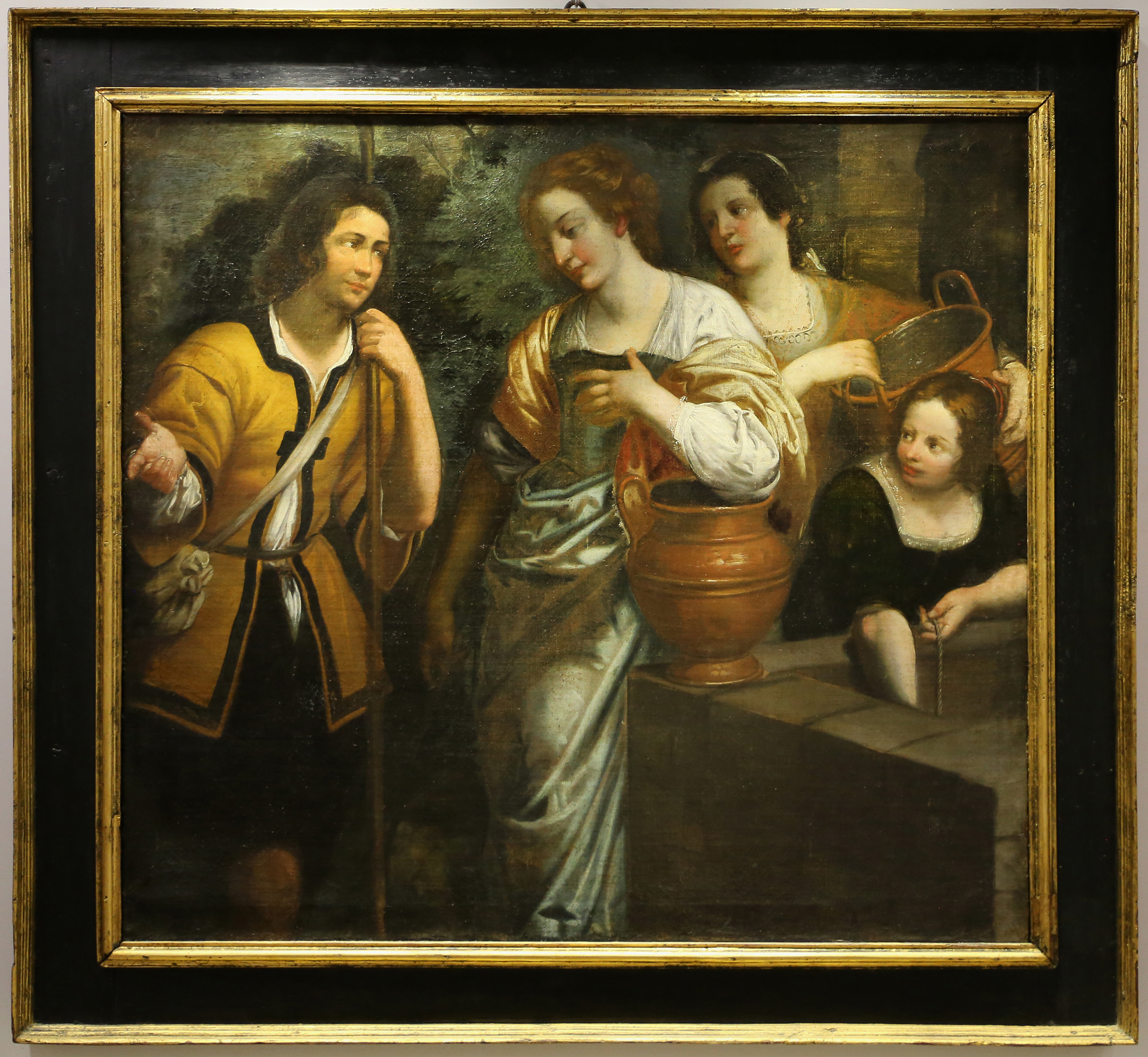
Domenico Fiasella, Rebecca alla fonte

Al piano intermedio sono conservati dipinti del XVII-XVIII secolo, opera di artisti prevalentemente extraisolani come Domenico Fiasella (San Gerolamo; Rebecca alla fonte).

### Piano inferiore
- Fuga in Egitto (ultimo quarto del XVI secolo).
- Madonna con Bambino (XVI secolo)

Sono inoltre presenti opere di autori sardi dell'Ottocento e del Novecento che rappresentano temi della vita rurale, paesaggi e ritratti di personaggi locali.

## Esposizioni temporanee del materiale etnografico

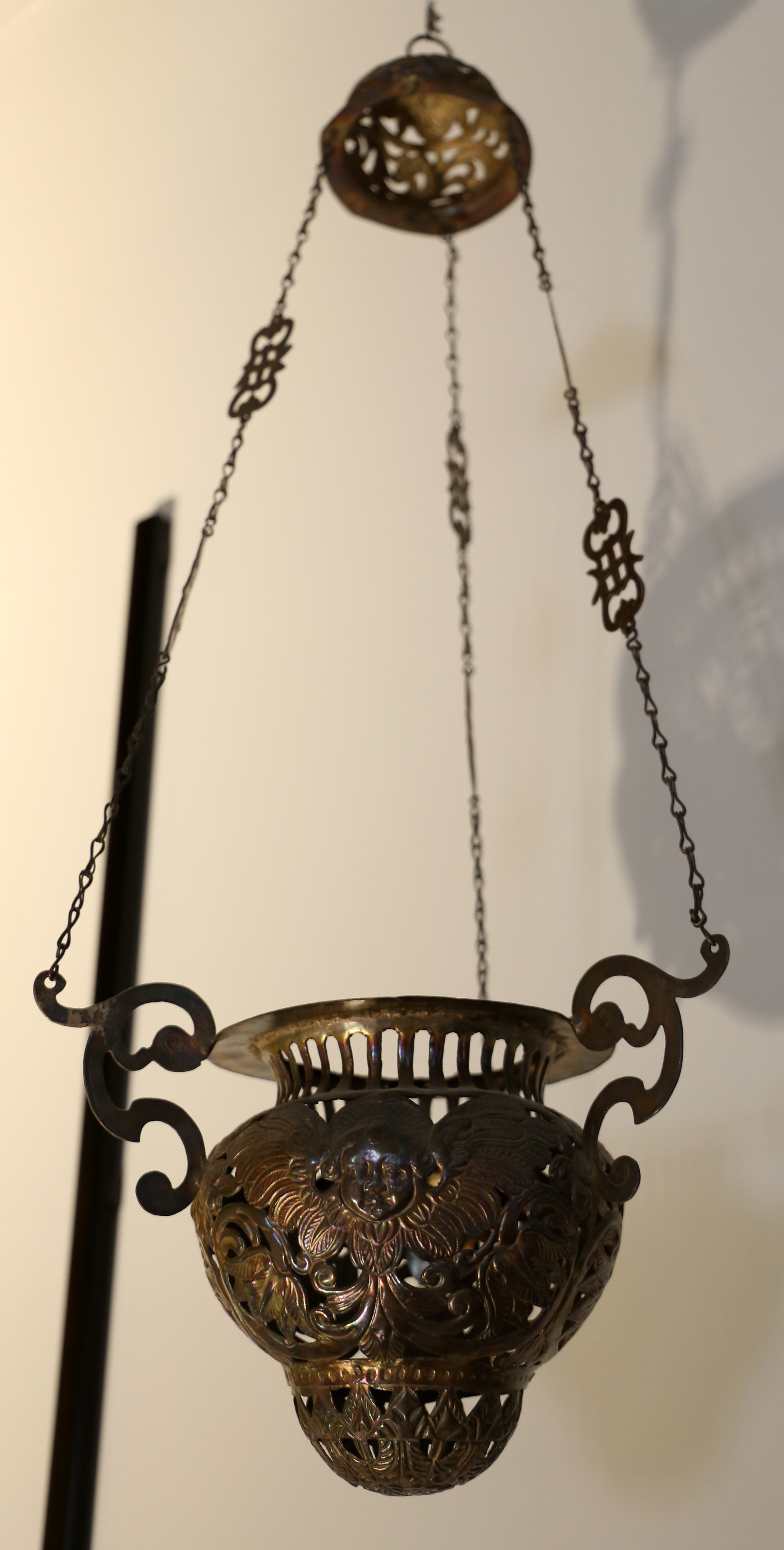
Lampada pensile in argento, XVII secolo

La collezione etnografica (che per motivi di spazio viene esposta a rotazione) è databile tra la fine del 1800 e gli inizi del 1900 e comprende:
- tessuti e ricami
- mobili (cassapanche, cestini, canestri, cofanetti)
- gioielli in oro e argento del XIX secolo
- ceramiche di importazione ispano-araba risalenti al XIV secolo e al XVI-XVII secolo
- armi da fuoco e bianche del XVIII-XIX secolo, tra cui archibugi, sciabole, daghe, coltelli e baionette
- un acquamanile islamico in bronzo del XII secolo, simile all'altro esemplare conservato al Museo del Louvre
- rosari, bottoni, amuleti e spuligadentes
- stemmi nobiliari